# 高能燃料
高能燃料（英語：Zip fuel，又稱），是一种添加了硼烷的航空煤油的統稱。

## 歷史
硼烷的能量密度非常高，比一般的燃料多40%，故早期美國軍方積極的投入研究，一度打算當作所有武器的燃料添加剂。高能燃料可以大幅提高军用飞行器的航程，或是充分利用結構空間，被用于诸如XB-70女武神式轟炸機（從5500海里增至高達7700海里），XF-108轻剑战斗机，CIM-10飛彈等项目上。
HEF驚人的高性能與高危險性的缺點也是顯而易見的，高能燃料會產生固體顆粒，是容易累積在引擎內部、同時他的廢氣有毒及稍微高的成本；因此只在有後燃器上的飛機燃燒這種高能燃料，這樣可以完全避免堆積問題，也讓有毒廢氣排放大幅減少，黑鳥偵察機曾使用特殊配方使用直到冷戰末期，可後燃器很少開啟的特性，最終使得這種燃料至今只有少量生產。
1. ↑  .   [2023-07-12]. （原始内容存档于2023-07-12）.